# Roxette Hits
A Collection of Roxette Hits - Their 20 Greatest Songs! släpptes 2006 och är ett samlingsalbum av den svenska popduon Roxette, som 2006 firade 20 år av framgångar med hitlåtar.
Sångerna "One Wish" och "Reveal" spelades in till detta album i maj 2006. En deluxeversion släpptes också med en DVD med musikvideorna till de 18 låtarna på albumet.
Albumet producerades av Clarence Öfwerman. Även andra har medverkat, men Clarence har producerat alla album av Roxette.

## Låtlista
Alla låtar är skrivna och komponerade av Per Gessle. 
| Nr           | Titel                                              | Längd   |
| ------------ | -------------------------------------------------- | ------- |
| 1.           | One Wish (Inspelad 2006)                           | 3:03    |
| 2.           | The Look                                           | 3:57    |
| 3.           | Dressed for Success (Chris Lord-Alge Mix)          | 4:11    |
| 4.           | Listen to Your Heart (Svensk singelmix)            | 5:14    |
| 5.           | Dangerous                                          | 3:49    |
| 6.           | It Must Have Been Love (Humberto Gatica Mix)       | 4:19    |
| 7.           | Joyride (Singelversion)                            | 4:02    |
| 8.           | Fading Like a Flower (Every Time You Leave)        | 3:53    |
| 9.           | Spending My Time                                   | 4:35    |
| 10.          | How Do You Do!                                     | 3:11    |
| 11.          | Almost Unreal                                      | 3:58    |
| 12.          | Sleeping in My Car (Singelversion)                 | 3:34    |
| 13.          | Crash! Boom! Bang! (Radioversion)                  | 4:26    |
| 14.          | Run to You                                         | 3:38    |
| 15.          | Wish I Could Fly                                   | 4:42    |
| 16.          | Stars                                              | 3:58    |
| 17.          | The Centre of the Heart (Is a Suburb to the Brain) | 3:24    |
| 18.          | Milk and Toast and Honey                           | 4:04    |
| 19.          | A Thing About You                                  | 3:47    |
| 20.          | Reveal (Inspelad 2006)                             | 3:43    |
| Total längd: | Total längd:                                       | 1:19:28 |

- Den spanska versionen av albumet innehåller melodin "No sé si es amor (It Must Have Been Love)" istället för "A Thing About You".

## Singlar
- One Wish
  1. One Wish
  2. The Rox Medley

### Fotnoter
1. ↑  ”Roxette”. Arkiverad från originalet den 24 augusti 2011. https://web.archive.org/web/20110824031633/http://www.roxette.se/discography.php. Läst 10 juni 2011.